# Bodanrück (Vogelschutzgebiet)
Das Gebiet Bodanrück ist ein 2007 eingerichtetes und mit Verordnung vom 5. Februar 2010 durch das Ministerium für Ernährung und Ländlichen Raum festgelegtes Europäisches Vogelschutzgebiet (Schutzgebietkennung DE-8220-402) im Süden des deutschen Landes Baden-Württemberg.

## Lage
Die vier Teilgebiete des rund 6.310 Hektar (ha) großen Vogelschutzgebiets „Bodanrück“ liegen auf dem namensgebenden Bodanrück, ein bis zu 693,4 m ü. NHN hoher Molasserücken, der den Nordwestteil des Bodensees in den Überlinger See und Untersee teilt.
Sie verteilen sich in den drei Gemeinden Allensbach (1.817,9 ha = 28,8 %), Bodman-Ludwigshafen (382,5 ha = 6,2 %) und Reichenau (463,5 ha = 7,3 %) sowie den Städten Konstanz (1.692,9 ha = 26,8 %) und Radolfzell am Bodensee (1.944,1 ha = 30,8 %).

## Beschreibung
Beschrieben wird das Schutzgebiet als „waldreicher Molasse-Höhenzug am Bodensee mit Misch- und Laubmischwäldern“.

### Lebensraumklassen
|                                                                 |                                                                 |  |      |      |
| Nichtwaldgebiete mit hölzernen Pflanzen, Gestrüpp usw.          | Nichtwaldgebiete mit hölzernen Pflanzen, Gestrüpp usw.          |  | 2 %  | 2 %  |
| Laubwald                                                        | Laubwald                                                        |  | 1 %  | 1 %  |
| Mischwald                                                       | Mischwald                                                       |  | 57 % | 57 % |
| Feuchtes und mesophiles Grünland                                | Feuchtes und mesophiles Grünland                                |  | 1 %  | 1 %  |
| Moore, Sümpfe, Uferbewuchs                                      | Moore, Sümpfe, Uferbewuchs                                      |  | 2 %  | 2 %  |
| Melioriertes Grünland                                           | Melioriertes Grünland                                           |  | 19 % | 19 % |
| Heide, Steppe, Trockenrasen                                     | Heide, Steppe, Trockenrasen                                     |  | 1 %  | 1 %  |
| Anderes Ackerland                                               | Anderes Ackerland                                               |  | 16 % | 16 % |
| Sonstiges (Städte, Straßen, Deponien, Gruben, Industriegebiete) | Sonstiges (Städte, Straßen, Deponien, Gruben, Industriegebiete) |  | 1 %  | 1 %  |
|                                                                 |                                                                 |  |      |      |

### Bedeutung
Das Schutzgebiet ist ein bedeutendes Dichtezentrum des Schwarzmilans und eines der wichtigsten Brutgebiete für Moorente und Baumfalke in Baden-Württemberg.

## Schutzzweck
Die gebietsbezogenen Erhaltungsziele sind je nach Art unterschiedlich beschrieben:

### Brutvögel
Brutvogelarten, die im Anhang I der Vogelschutzrichtlinie aufgelistet und für die in ganz Europa besondere Maßnahmen anzuwenden sind. In diese Kategorie fallen in Baden-Württemberg insgesamt 39 Arten.

#### Mittelspecht(Dendrocopos medius)

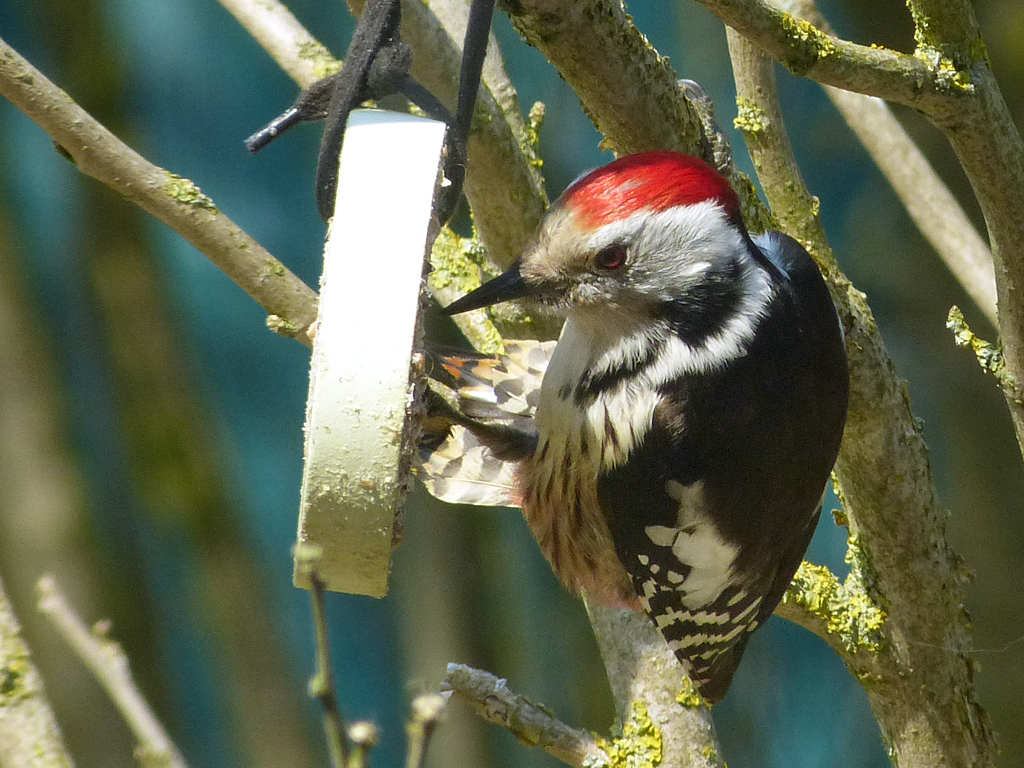
Mittelspecht

Erhaltung von Laub- und Laubmischwäldern, insbesondere mit Eichenanteilen, von Auen- und Erlenwäldern, von extensiv bewirtschafteten Streuobstwiesen, von Altbäumen und Altholzinseln, von stehendem Totholz sowie Bäumen mit Höhlen.

#### Moorente(Aythya nyroca)

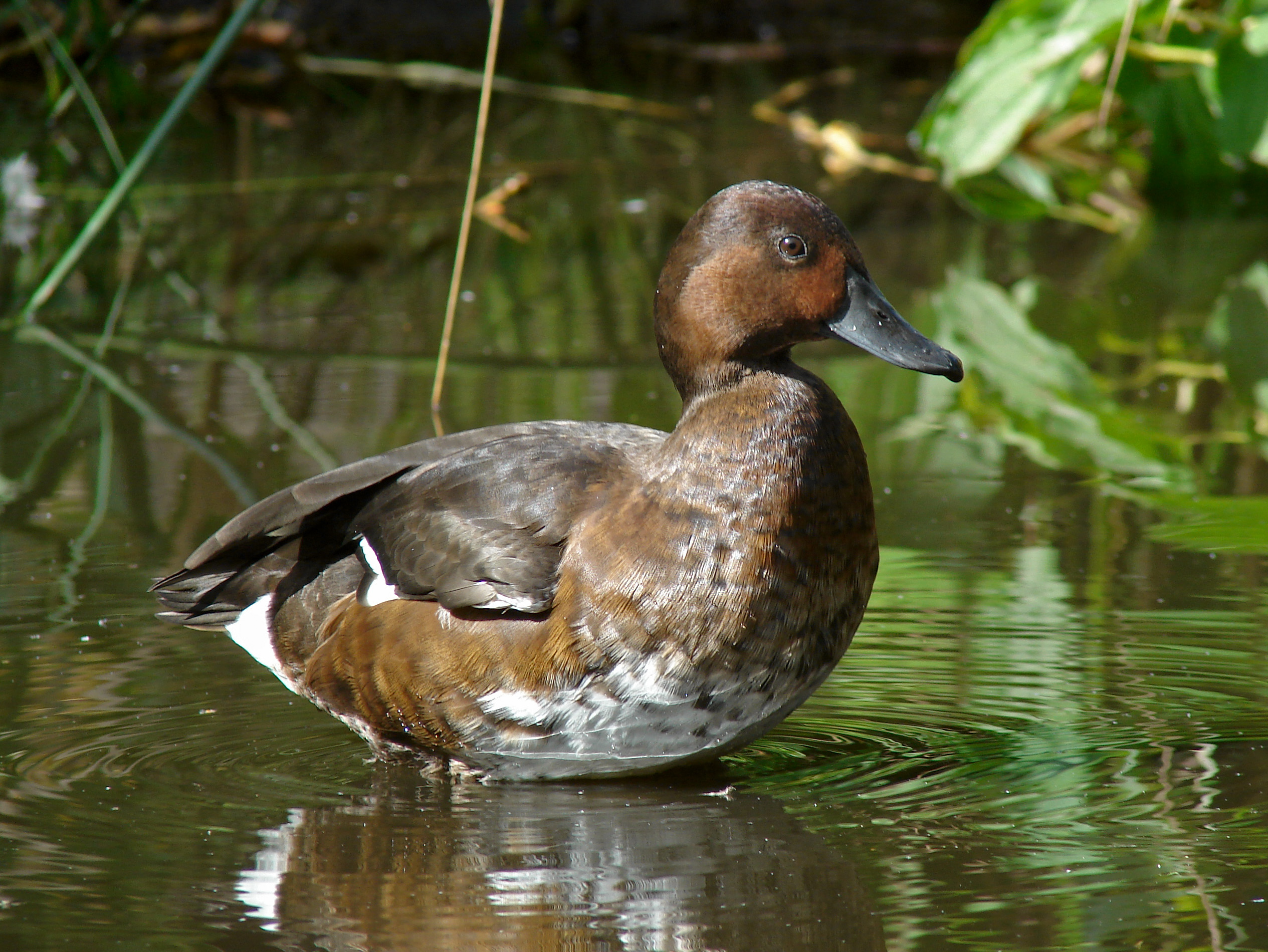
Moorente

Erhaltung der eutrophen vegetationsreichen Flachwasserseen, der vegetationsreichen Moorseen, der Verlandungsbereiche mit Röhrichten, Schwimmpflanzen- und Flachwasserzonen, Erhaltung von Sekundärlebensräumen wie flache, vegetationsreiche Tümpel sowie Erhaltung störungsfreier Fortpflanzungsstätten während der Fortpflanzungszeit vom 1. Januar bis zum 15. Oktober.

#### Neuntöter(Lanius collurio)
Erhaltung von extensiv bewirtschafteten Streuobst-, Grünland- und Heidegebieten, von Nieder- und Mittelhecken aus standortheimischen Arten, insbesondere dorn- oder stachelbewehrte Gehölze, Erhaltung der Streuwiesen und offenen Moorränder, Erhaltung von Einzelbäumen und Büschen in der offenen Landschaft, von Feldrainen, Graswegen, Ruderal-, Staudenfluren und Brachen, Acker- und Wiesenrandstreifen, von Sekundärlebensräumen wie aufgelassene Abbaustätten mit vorgenannten Lebensstätten sowie Erhaltung des Nahrungsangebots, insbesondere mit größeren Insekten.

#### Rotmilan(Milvus milvus)

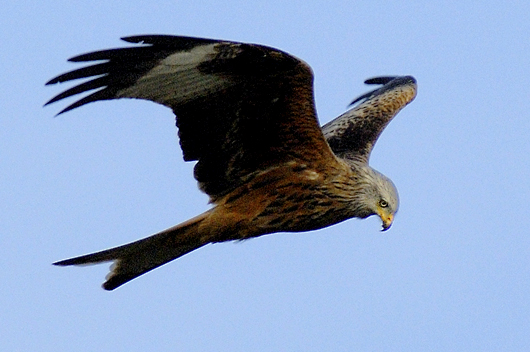
Rotmilan

Erhaltung von vielfältig strukturierten Kulturlandschaften mit lichten Waldbeständen, von Feldgehölzen, großen Einzelbäumen und Baumreihen in der offenen Landschaft, von Grünland, von Altholzinseln und alten, großkronigen Bäumen mit freier Anflugmöglichkeit, Erhaltung der Bäume mit Horsten, der Lebensräume ohne Gefahrenquellen wie nicht vogelsichere Freileitungen und Windkraftanlagen sowie die Erhaltung störungsfreier oder zumindest störungsarmer Fortpflanzungsstätten während der Fortpflanzungszeit vom 1. März bis zum 31. August.

#### Schwarzmilan(Milvus migrans)

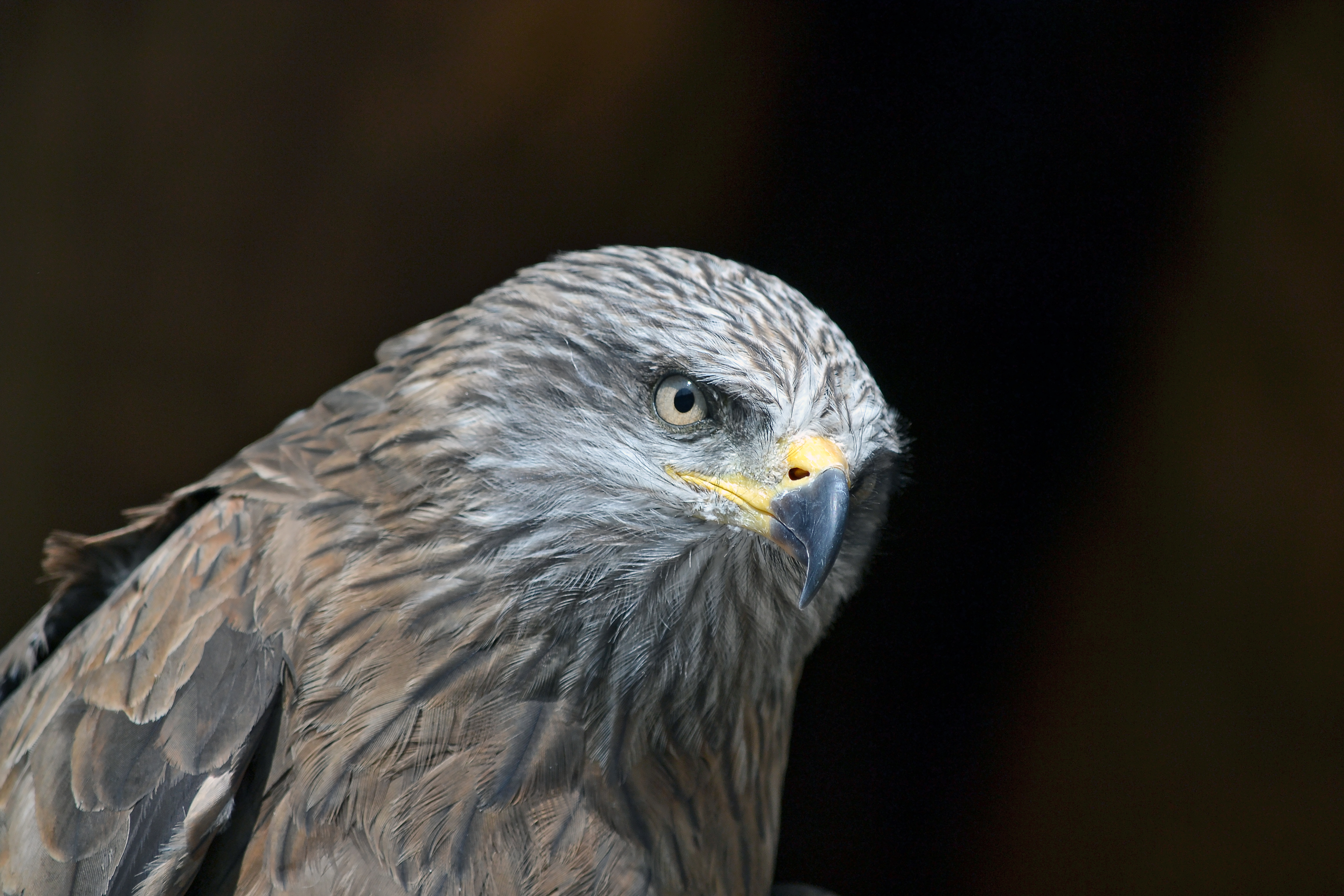
Schwarzmilan

Erhaltung von vielfältig strukturierten Kulturlandschaften, von lichten Waldbeständen, insbesondere Auenwäldern, von Feldgehölzen, großen Einzelbäumen und Baumreihen in der offenen Landschaft, Grünland, Altholzinseln und alten, großkronigen Bäumen mit freier Anflugmöglichkeit, insbesondere in Waldrandnähe, Erhaltung der naturnahen Fließ- und Stillgewässer, Erhaltung der Bäume mit Horsten, der Lebensräume ohne Gefahrenquellen wie nicht vogelsichere Freileitungen und Windkraftanlagen sowie Erhaltung störungsfreier oder zumindest störungsarmer Fortpflanzungsstätten während der Fortpflanzungszeit vom 1. März bis zum 15. August.

#### Schwarzspecht(Dryocopus martius)
Erhaltung von ausgedehnten Wäldern, Altbäumen und Altholzinseln, Totholz, Erhaltung der Bäume mit Großhöhlen sowie des Nahrungsangebots, insbesondere mit Ameisen.

#### Weißstorch(Ciconia ciconia)

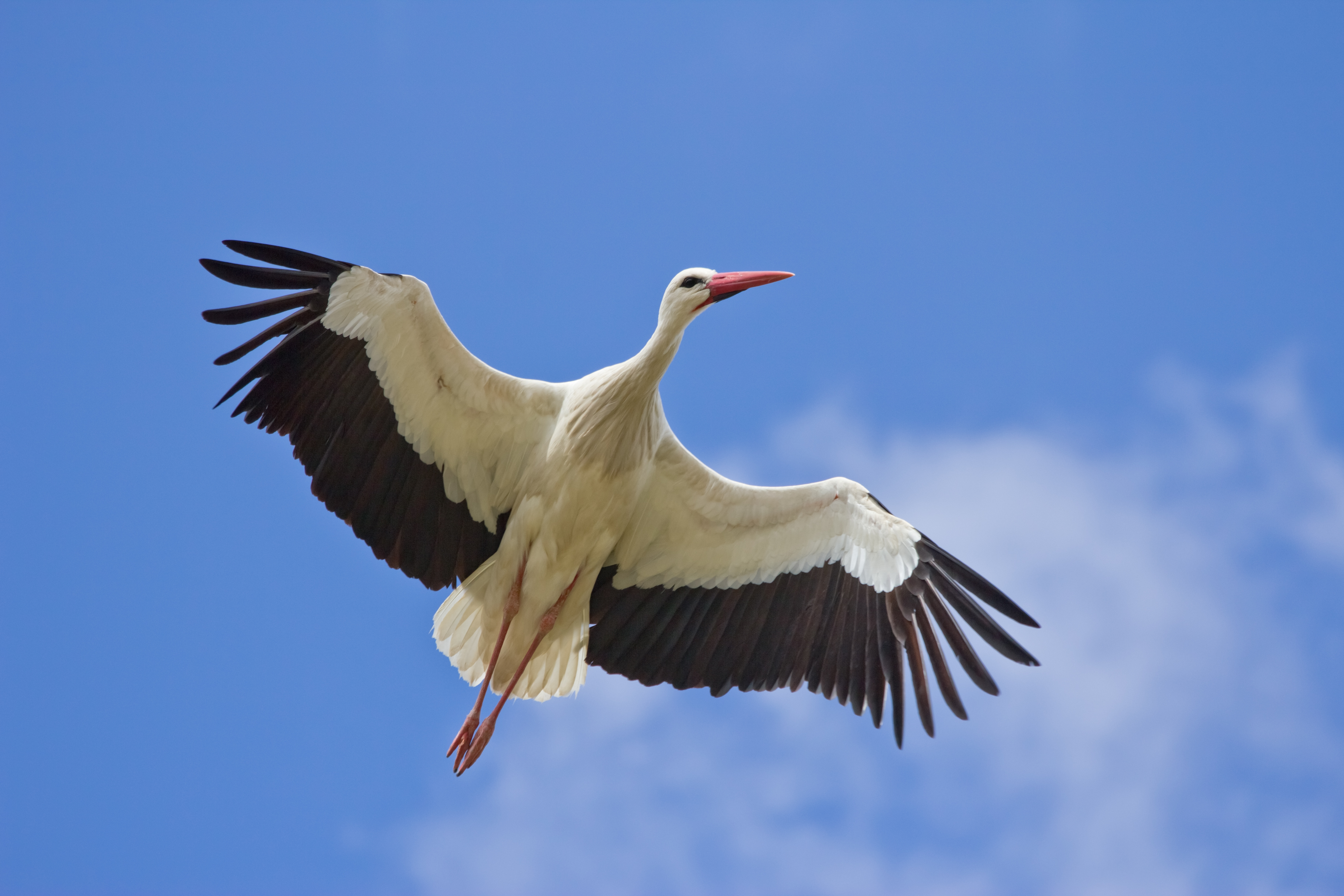
Weißstorch

Erhaltung von weiträumigem, extensiv genutztem Grünland mit Feuchtwiesen und Viehweiden, von zeitlich differenzierten Nutzungen im Grünland, von Gras-, Röhricht- und Staudensäumen, insbesondere in Verbindung mit Wiesengräben, von hohen Grundwasserständen, Erhaltung der Niedermoore, Kleingewässer, Wassergräben und von zeitweilig überschwemmten Senken, der Lebensräume ohne Gefahrenquellen wie nicht vogelsichere Freileitungen und ungesicherte Schornsteine, der Horststandorte und Nisthilfen sowie Erhaltung des Nahrungsangebots, insbesondere mit Kleinsäugern, Amphibien, Reptilien, großen Insekten und Würmern.

#### Wespenbussard(Pernis apivorus)

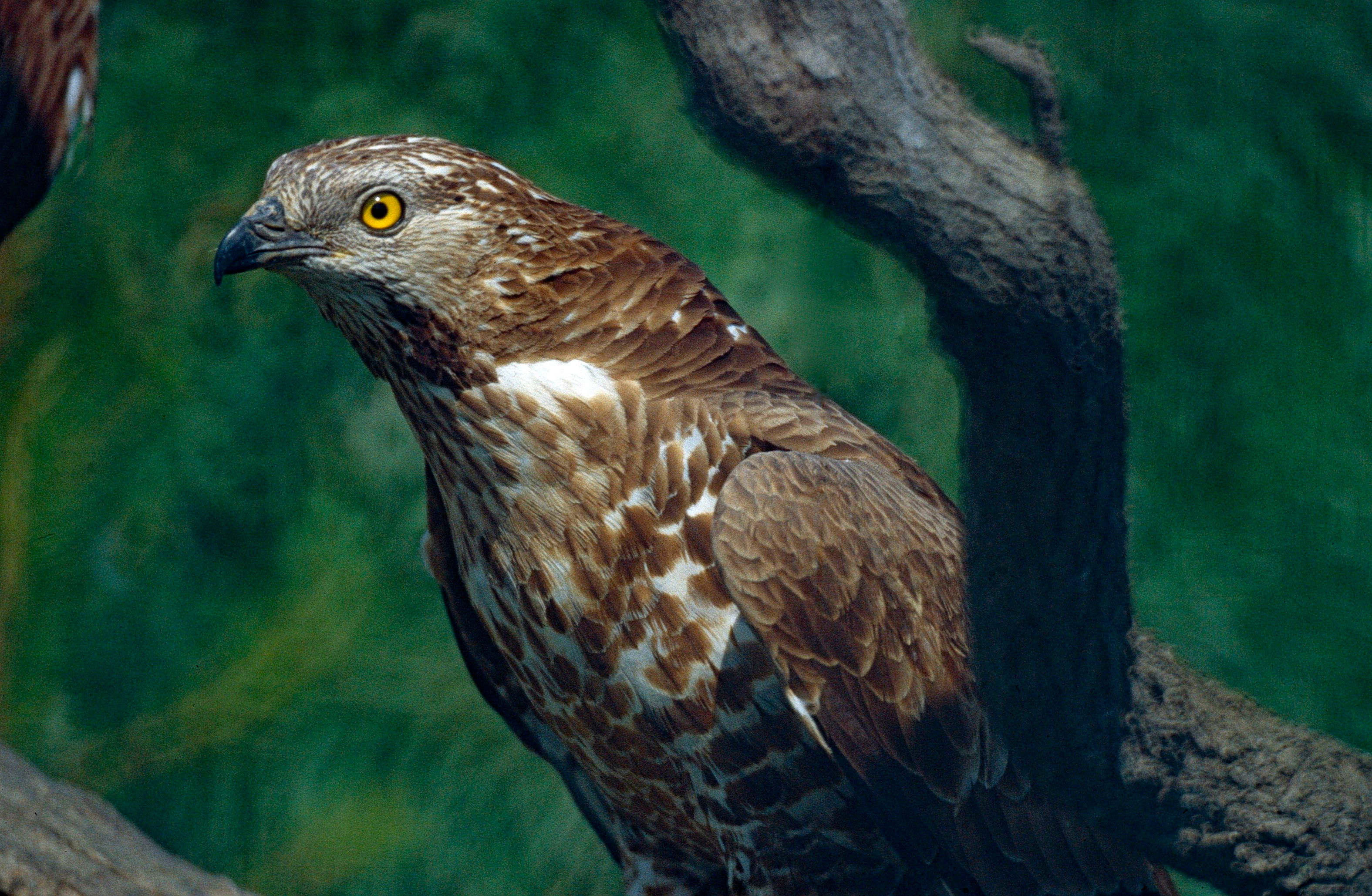
Wespenbussard

Erhaltung von vielfältig strukturierten Kulturlandschaften, lichten Laub- und Misch- sowie Kiefernwäldern, Feldgehölzen, extensiv genutztem Grünland, Altholzinseln und alten, großkronigen Bäumen mit freier Anflugmöglichkeit, Erhaltung der Magerrasen, Bäumen mit Horsten, Erhaltung des Nahrungsangebots, insbesondere mit Staaten bildenden Wespen und Hummeln sowie Erhaltung störungsfreier oder zumindest störungsarmer Fortpflanzungsstätten während der Fortpflanzungszeit vom 1. Mai bis zum 31. August.

#### Zwergdommel(Ixobrychus minutus)

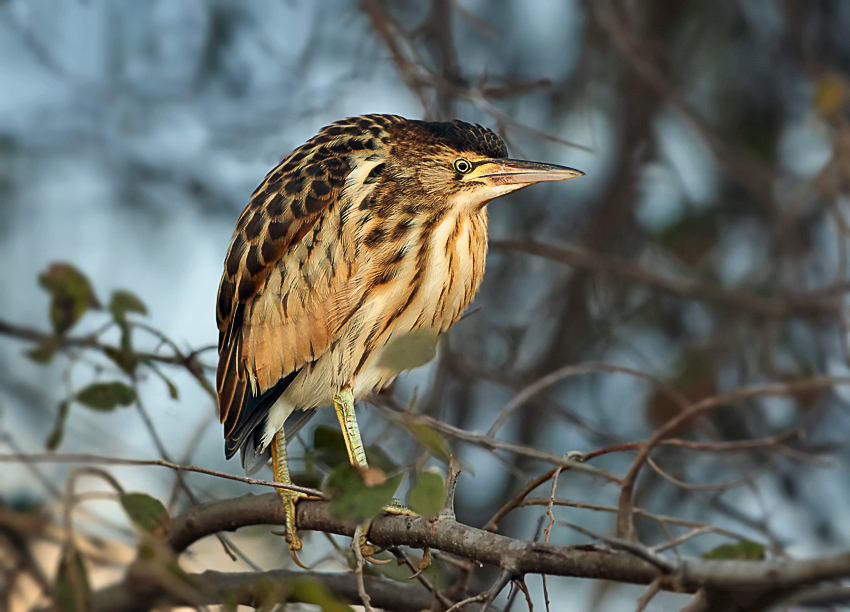
Zwergdommel

Erhaltung der flachen Verlandungszonen an Seen, Weihern und langsam fließenden Gewässern, der reich strukturierten Röhrichte und Großseggenriede sowie Schilfreinbestände, die auch einzelne Gebüsche enthalten können, Erhaltung von langen Röhricht-Wasser-Grenzlinien wie sie durch Buchten, Schilfinseln und offene Wassergräben sowie kleinere freie Wasserflächen innerhalb der Röhrichte zustande kommen, von Sekundärlebensräumen wie aufgelassene Abbaustätten mit vorgenannten Lebensstätten, Erhaltung einer flachen Überstauung des Röhrichts in den Brutgebieten während der gesamten Fortpflanzungszeit (1. Mai bis 15. September), einer Wasserqualität, die gute Sichtbedingungen für den Beutefang gewährleistet, Erhaltung des Nahrungsangebots mit Kleinfischarten und Jungfischaufkommen sowie Wasserinsekten und kleineren Amphibien sowie Erhaltung störungsfreier oder zumindest störungsarmer Fortpflanzungsstätten während der Fortpflanzungszeit.

### Zugvögel
Weitere, nicht in Anhang I aufgelistete Zugvogelarten, die im Land brüten und für die Schutzgebiete ausgewählt wurden. In diese Kategorie fallen in Baden-Württemberg insgesamt 36 Arten.

#### Baumfalke(Falco subbuteo)

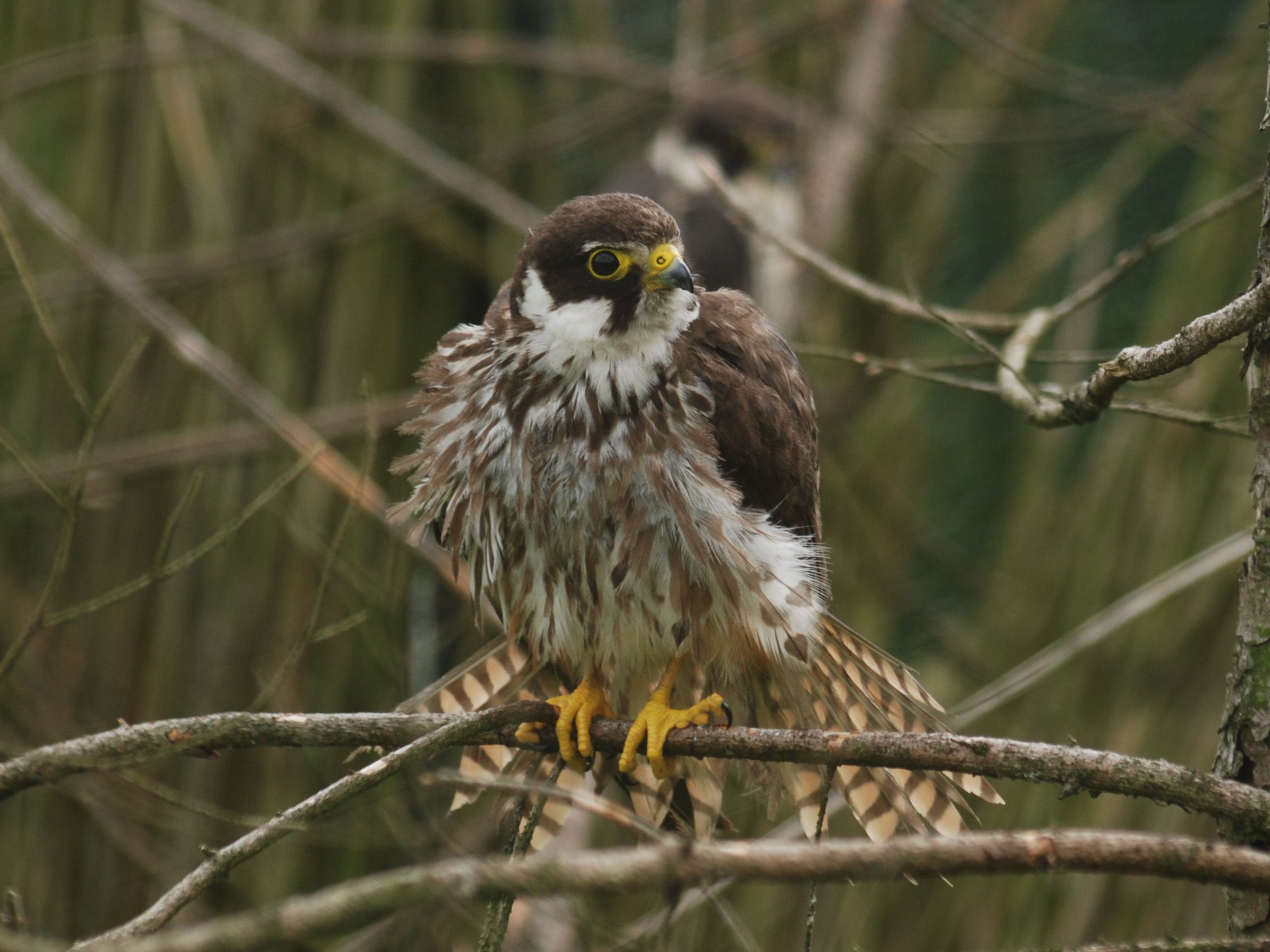
Baumfalke

Erhaltung von lichten Wäldern mit angrenzenden offenen Landschaften, von Altbäumen und Altholzinseln, von Überhältern, von Feldgehölzen oder Baumgruppen in Feldfluren oder entlang von Gewässern, von extensiv genutztem Grünland, von Gewässern mit strukturreichen Uferbereichen und Verlandungszonen, von Nistgelegenheiten wie Krähennester, des Nahrungsangebots, insbesondere mit Kleinvögeln und Großinsekten sowie störungsfreier oder zumindest störungsarmer Fortpflanzungsstätten während der Fortpflanzungszeit vom 15. April bis zum 15. September.

#### Hohltaube(Columba oenas)
Erhaltung von Laub- und Laubmischwäldern, von Altbäumen und Altholzinseln, von Bäumen mit Großhöhlen sowie Grünlandgebieten und extensiv genutzten Feldfluren mit Brachen, Ackerrandstreifen sowie wildkrautreichen Grassäumen.

#### Kiebitz(Vanellus vanellus)

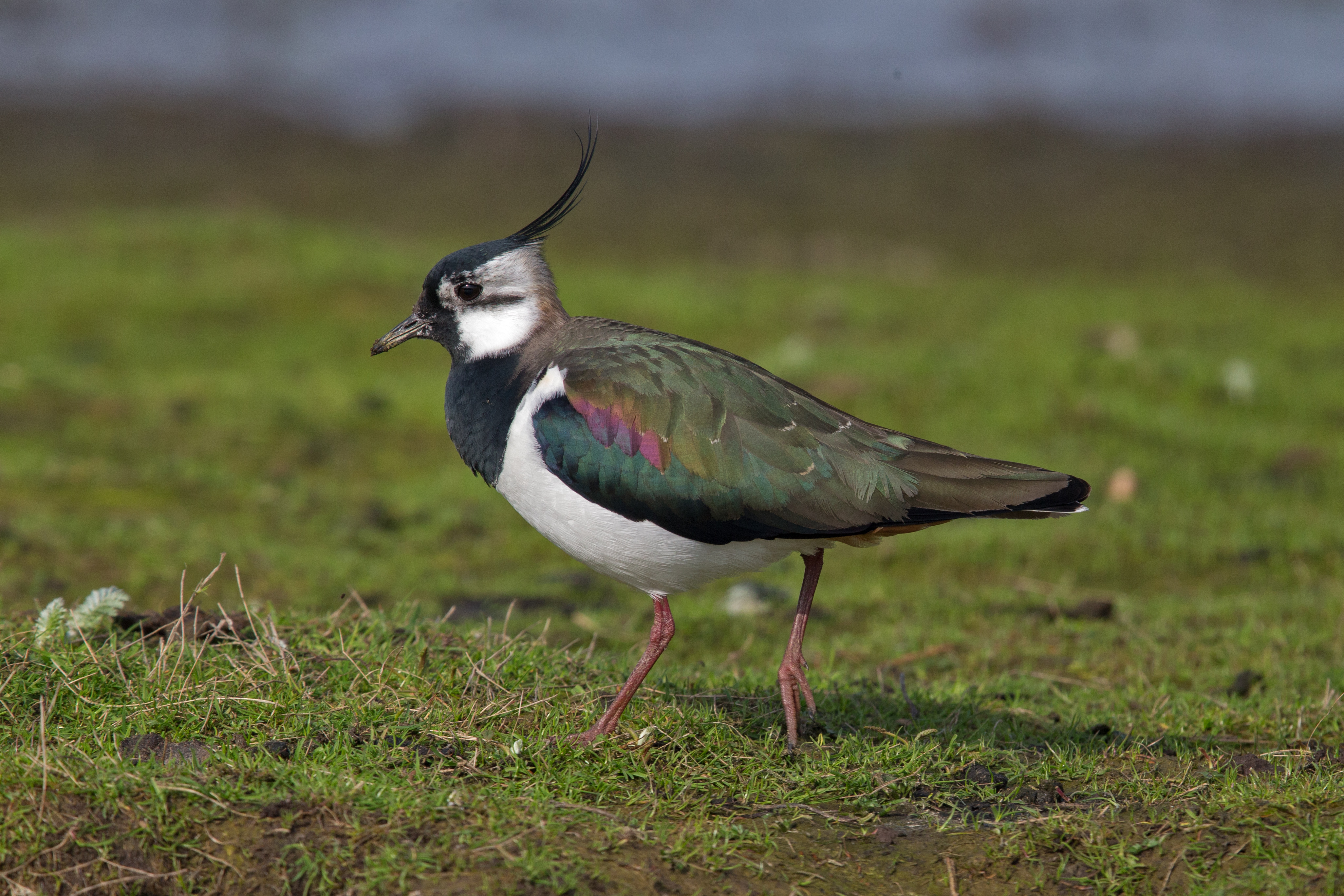
Kiebitz

Erhaltung von weiträumigen offenen Kulturlandschaften, Viehweiden, mageren Wiesen mit lückiger Vegetationsstruktur, Grünlandbrachen, Ackerland mit später Vegetationsentwicklung und angrenzendem Grünland, von Flutmulden, zeitweise überschwemmten Senken und nassen Ackerbereichen, Erhaltung der extensiv genutzten Feuchtwiesenkomplexe, der naturnahen Flussniederungen, der Gewässer mit Flachufern sowie Erhaltung störungsfreier oder zumindest störungsarmer Fortpflanzungsstätten während der Fortpflanzungszeit vom 1. Februar bis zum 31. August.

#### Kolbenente(Netta rufina)

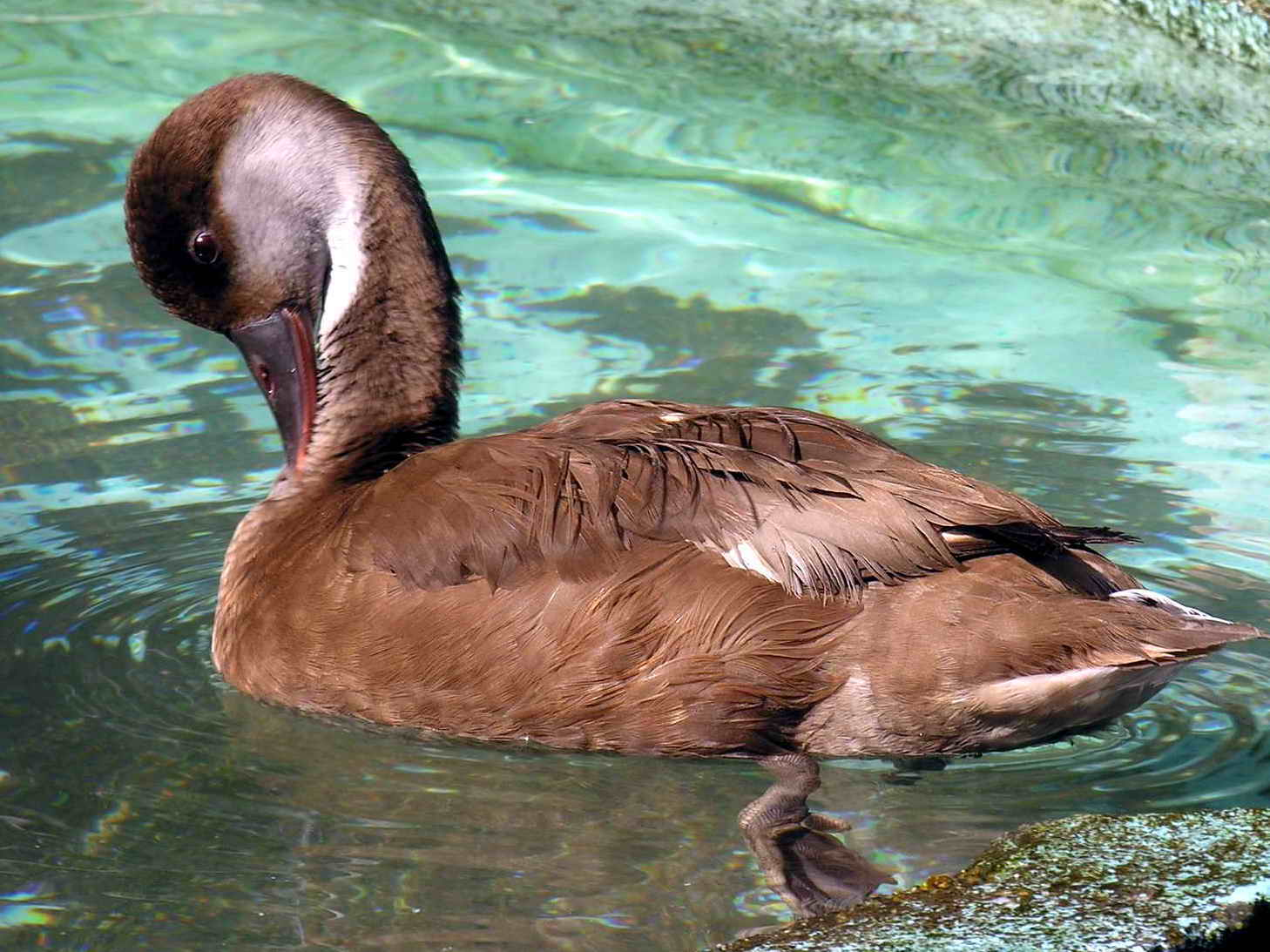
Kolbenente

Erhaltung der Flachwasserseen oder -zonen mit Wasserpflanzenvorkommen, insbesondere Armleuchteralgen und Laichkrautgewächse, der Verlandungsbereiche mit Röhrichten, Seggenrieden und Flachwasserzonen, Erhaltung einer ausreichenden Wasserqualität für Wasserpflanzenvorkommen, Erhaltung von Sekundärlebensräumen wie flachen, vegetationsreichen Teichen, Aufrechterhaltung eines Wasserregimes ohne starke Wasserstandsschwankungen während der Brut- und Aufzuchtszeit (15. April bis 15. September) sowie Erhaltung störungsfreier oder zumindest störungsarmer Fortpflanzungs- bzw. Mauserstätten während der Brut- und Aufzuchtszeit und der Mauser (1. Juni bis 15. September).

#### Krickente(Anas crecca)

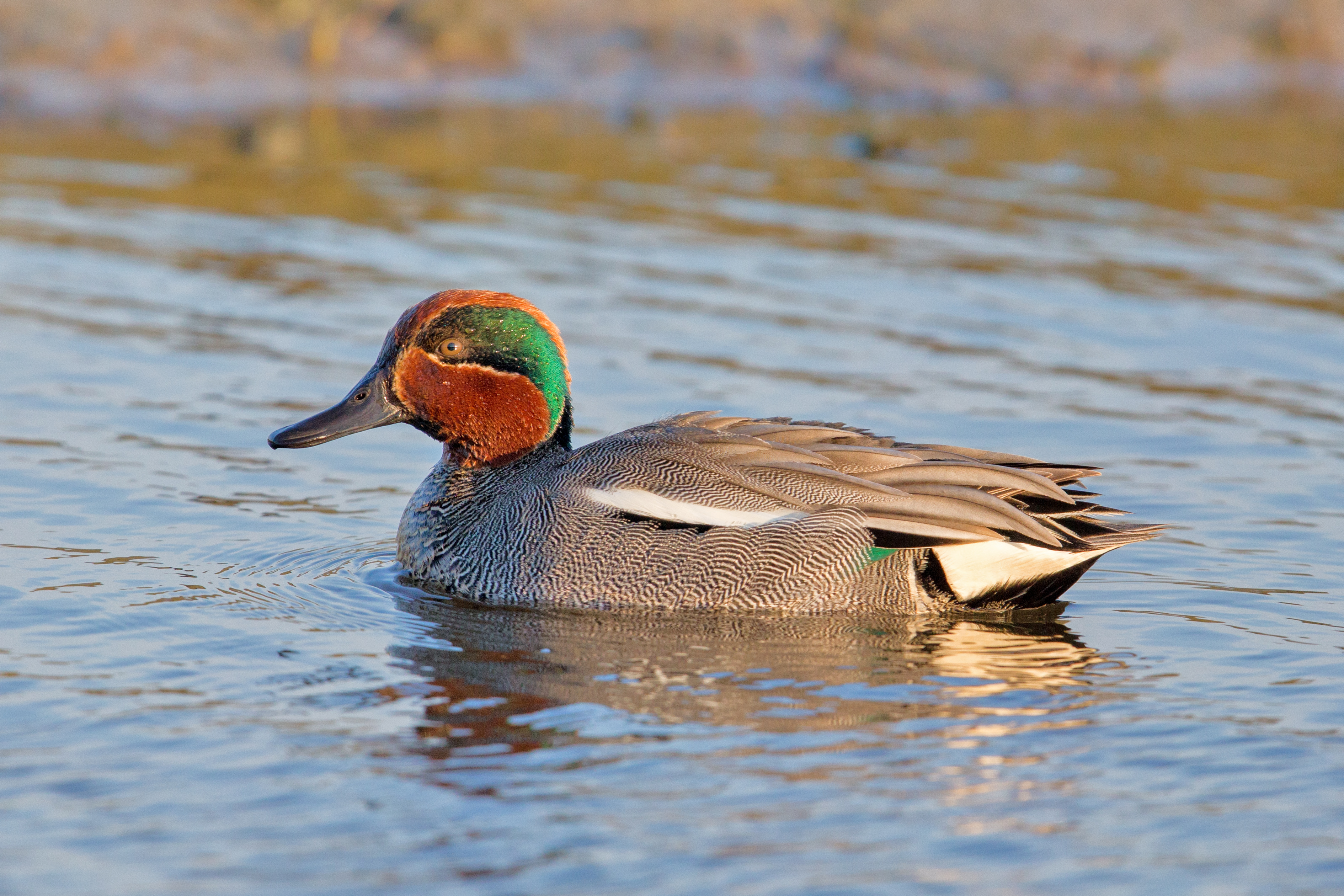
Krickente

Erhaltung der eutrophen vegetationsreichen Flachwasserseen, Kleingewässer und von Wasser führenden Feuchtwiesengräben, der langsam fließenden Gewässer mit Flachwasserzonen, der vegetationsreichen Moorseen, der Verlandungsbereiche mit Röhrichten, Seggenrieden, wasserständigen Gehölzen, Schlickflächen und Flachwasserzonen, Erhaltung von Sekundärlebensräumen wie aufgelassene Abbaustätten mit vorgenannten Lebensstätten sowie Erhaltung störungsfreier oder zumindest störungsarmer Fortpflanzungs- bzw. Mauserstätten während der Brut- und Aufzuchtszeit (15. März bis 31. August) sowie der Mauser (1. Juli bis 30. September).

#### Wachtel(Coturnix coturnix)

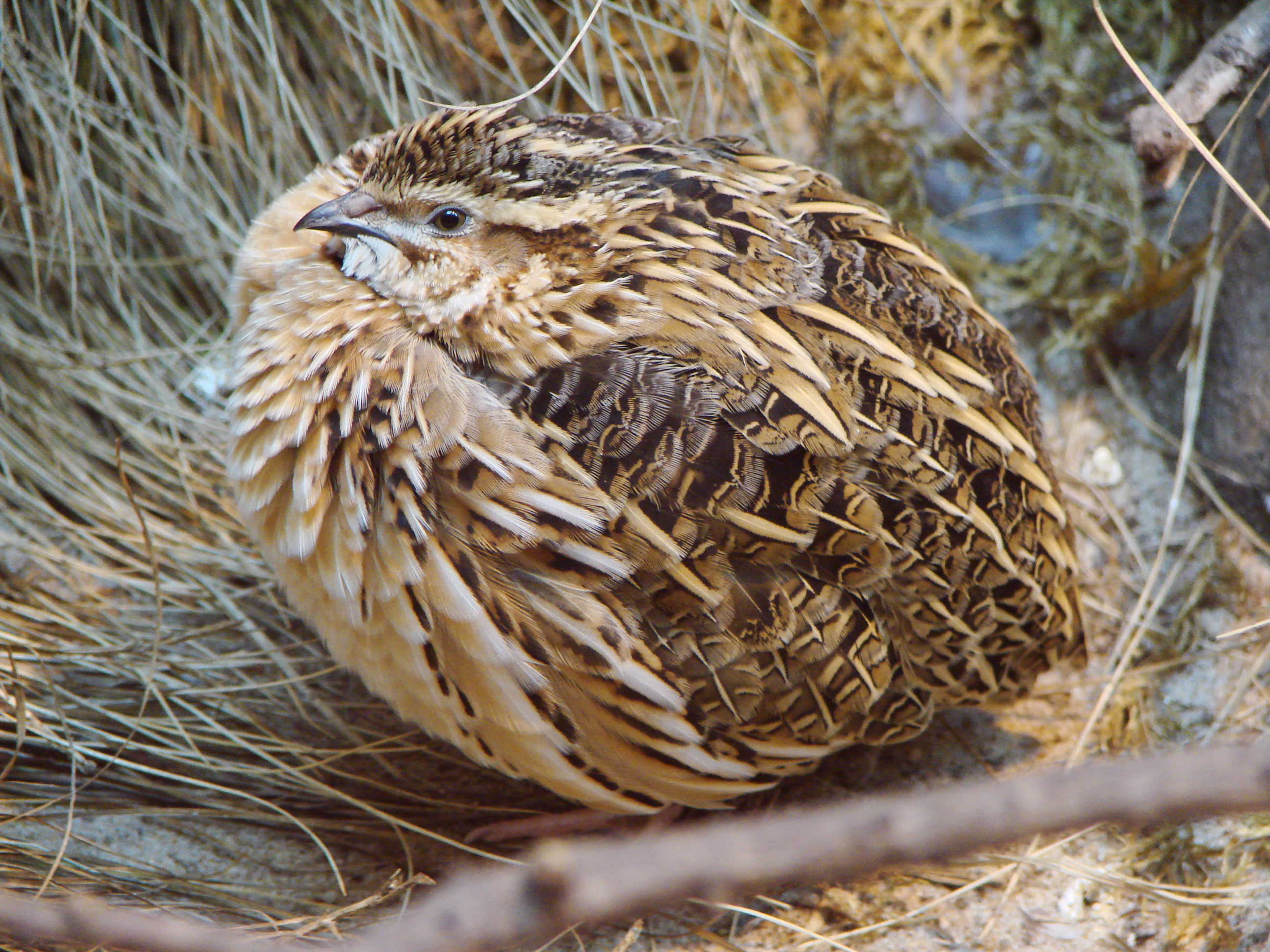
Wachtel

Erhaltung einer reich strukturierten Kulturlandschaft, Erhaltung von vielfältig genutztem Ackerland, extensiv genutztem Grünland, insbesondere von magerem Grünland mit lückiger Vegetationsstruktur und hohem Kräuteranteil, von Gelände-Kleinformen mit lichtem Pflanzenwuchs wie Zwickel, staunasse Kleinsenken, Dolinen-Einbrüche, quellige Flecken, Kleinmulden, Steinfelder, Magerrasen-Flecken und Steinriegel, von wildkrautreichen Ackerrandstreifen und kleineren Brachen, Gras-, Röhricht- und Staudensäumen sowie Erhaltung des Nahrungsangebots, insbesondere mit verschiedenen Sämereien und Insekten.

#### Wasserralle(Rallus aquaticus)

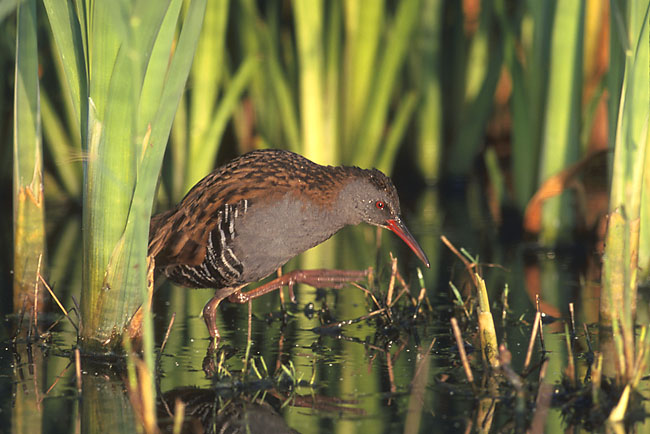
Wasserralle

Erhaltung der stehenden Gewässer mit Flachwasserzonen, der Fließgewässerabschnitte und Wassergräben mit deckungsreicher Ufervegetation, der Riede und Moore mit zumindest kleinen offenen Wasserflächen, der deckungsreichen Verlandungsbereiche mit flach überfluteten Röhrichten, Großseggenrieden und Ufergebüschen, der Lebensräume ohne Gefahrenquellen wie Freileitungen, Erhaltung von Sekundärlebensräumen wie aufgelassene Abbaustätten mit vorgenannten Lebensstätten sowie Erhaltung störungsfreier oder zumindest störungsarmer Fortpflanzungsstätten während der Fortpflanzungszeit (15. März bis 15. September).

#### Wendehals(Jynx torquilla)

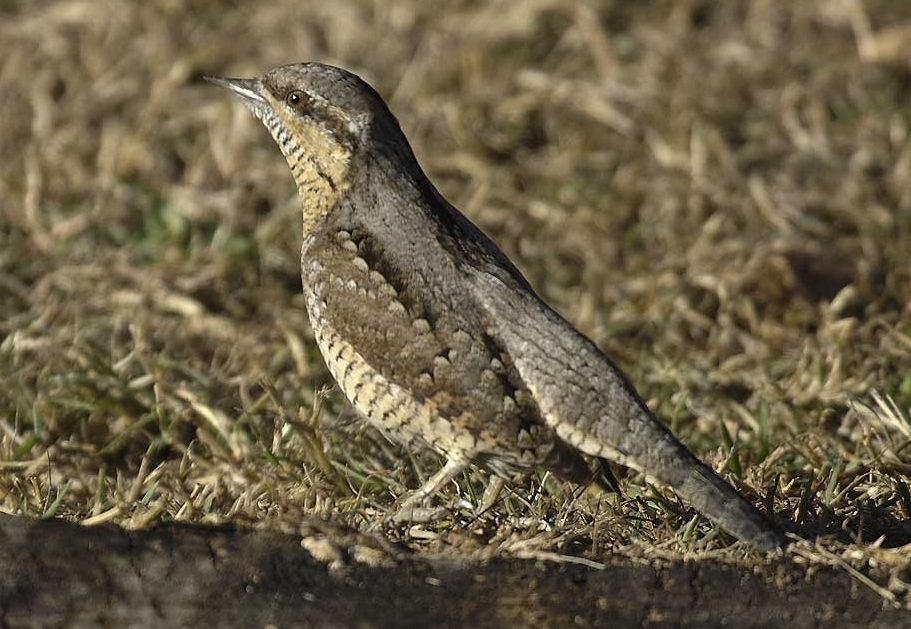
Wendehals

Erhaltung von aufgelockerten Laub-, Misch- und Kiefernwäldern auf trockenen Standorten sowie Auenwäldern mit Lichtungen oder am Rande von Offenland, Erhaltung von extensiv bewirtschafteten Streuobstbeständen, Magerrasen, Heiden und Steinriegel-Hecken-Gebieten, von mageren Mähwiesen oder Viehweiden sowie Feldgehölzen, Erhaltung von zeitlich differenzierten Nutzungen im Grünland, von Altbäumen und Altholzinseln, von Bäumen mit Höhlen, Erhaltung von Randstreifen, Rainen, Böschungen und gesäumten gestuften Waldrändern sowie Erhaltung des Nahrungsangebots, insbesondere mit Wiesenameisen.

#### Zwergtaucher(Tachybaptus ruficollis)

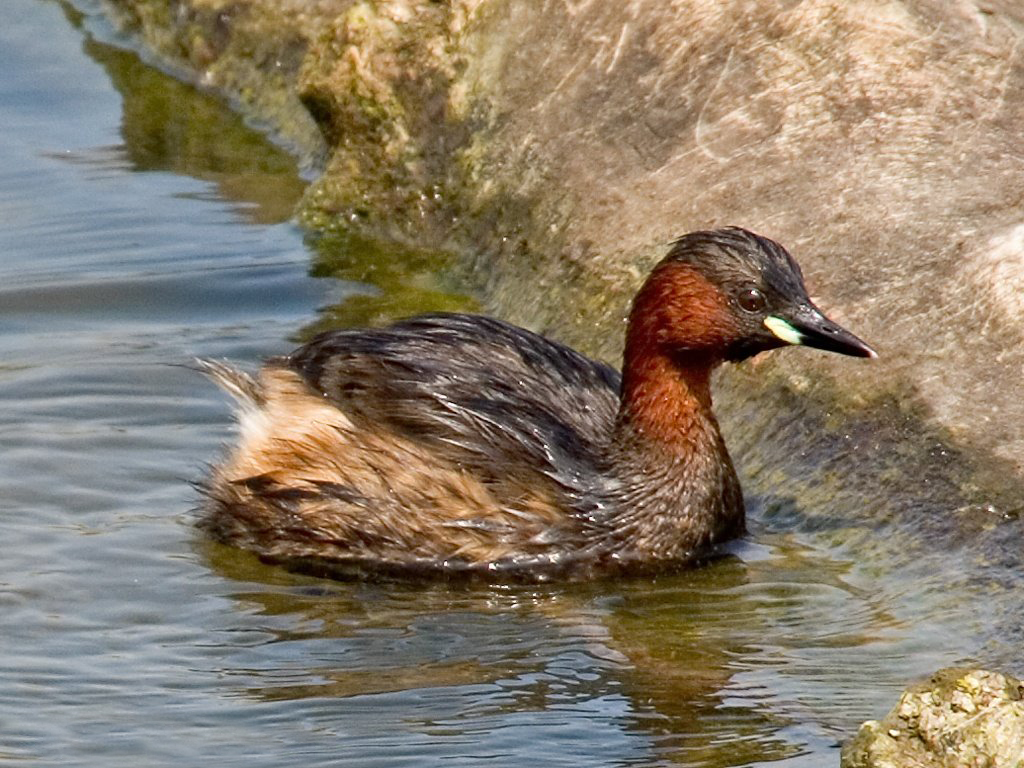
Zwergtaucher

Erhaltung der zumindest stellenweise deckungsreichen Stillgewässer, Feuchtwiesengräben, langsam fließenden Bäche und Wiesengräben, Verlandungszonen mit Röhrichten wie Schilf-, Rohrkolben-, Wasserschwaden- oder Rohrglanzgrasbestände, Erhaltung einer Wasserqualität, die gute Sichtbedingungen für den Beutefang gewährleistet, Erhaltung von Sekundärlebensräumen wie aufgelassene Torfstiche mit vorgenannten Lebensstätten sowie Erhaltung störungsfreier oder zumindest störungsarmer Fortpflanzungsstätten während der Fortpflanzungszeit (15. Februar bis 15. September).

## Zusammenhang mit anderen Schutzgebieten
Mit dem Vogelschutzgebiet „Bodanrück“ sind folgende, zusammenhängende Schutzgebiete ausgewiesen:
- FFH-Gebiet
  - Bodanrück und westl. Bodensee (8220-341)
- Naturschutzgebiete
  - Bodenseeufer auf Gemarkung Markelfingen (3.120)
  - Bodenseeufer (Gmk. Litzelstetten, Dingelsdorf, Dettingen) (3.584)
  - Buchenseen (3.015)
  - Bündtlisried (3.155)
  - Bussenried (3.135)
  - Bussensee (3.166)
  - Dingelsdorfer Ried (3.164)
  - Durchenbergried (3.017)
  - Fischerweihermoor (3.173)
  - Hagstaffelweiher (3.165)
  - Mindelsee (3.007)
  - Mooswiese (3.008)
  - Mühlhaldenweiher (3.185)
  - Nägelried (3.100)
  - Ober Öschle (3.136)
  - Winterried (3.065)
  - Wollmatinger Ried - Untersee - Gnadensee (3.004)
- Landschaftsschutzgebiete
  - Bodanrück (3.35.009)
  - Bodenseeufer (3.35.003 und 3.35.011)
  - Mindelsee (3.35.014)
- Vogelschutzgebiete
  - Mindelsee (8220-403)
  - Überlinger See des Bodensees (8220-404)
  - Untersee des Bodensees (8220-401)
- Schonwälder
  - Immennest (200314)
  - Mindelseeried (200315)
  - Mooshalde (200077)
  - Seehalde (200206)
  - Senkenmoos (200115)